# Pivovar Zelený Důl
Pivovar Zelený Důl stával v zaniklé osadě Zelený Důl v okrese Most.

## Historie
Várečné právo získal Zelený Důl pravděpodobně ve druhé polovině 16. století. První zmínka o pivovaru je z roku 1594, kdy bylo panství Červený hrádek, k němuž Zelený Důl patřil, majiteli Jiřímu Popelovi z Lobkovic zabaveno. V té době byla roční výroba čtyřicet várek piva. V roce 1604 se nájemcem pivovaru stal správce chomutovského panství Mořic Horn. O pivovaře v Zeleném Dole se zmiňuje také berní rula z roku 1654, přičemž majitelem zdejšího statku byl Adam Šroll. Zmínka v berní rule je zároveň poslední zmínkou u pivovaru. Kdy zanikl známo není, ale pravděpodobně to bylo kolem roku 1659, kdy došlo k připojení statku Zelený Důl k panství Červený hrádek. V roce 1715 sice na žádost rytíře Jana Adama ze Schrouenbergu došlo k oddělení statku od panství, ale k obnově pivovaru už nedošlo, respektive není uveden v dominikálním katastru z roku 1757.